# Матейків
Мате́йків — село в Україні, у Барській міській громаді Жмеринського району Вінницької області.

## Історія
Перша письмова згадка - 17 січня 1506 року - король Олександр І підтверджує Симі Митковичу володіння селами Матейків (Матенково), Кузьминчі (прям.мов.), Володзивчі, Верещатинці. 

### Знахідки
Відповідно до Археологічної карти Подільської губернії Є.Сіцінського в 1863 році біля Матейкова на полі знайдено «Старинный железный мечъ» поле називалось «Майдебуровъ Лесокъ».

### Події І-ї половини ХІХ століття[1]
Поміщик с. Матейкова не виконував вимоги інвентарної реформи і відводив селянам найгірші землі, не зменшував до трьох днів панщини. Доведені до відчаю селяни вирішили боротися за свої права і не виконували панського диктату.
З-поміж селян виділились вмілі організатори Северин Терех, Олександр Петрик і Арсен Табак. Вони зібрали селян на таємні сходи, щоб домовитись як діяти. І коли на одній із сходок одностайно вирішили не працювати на панській землі поки їхні вимоги не будуть задоволені, місцевий багатій відмовився брати участь і пригрозив селянам панською розправою. Розлючені такою зрадою 400 селян прийняли рішення покарати його різками. Аби ніхто не ухилився-кожен із присутніх мав нанести удар. Багатія покарали і він принишк.
Урожай на панському полі вилягав і осипався, а селяни на жнива не виходили. Поміщик поскаржився губернатору Поділля Грохольському, який негайно прибув з жандармами і під їх наглядом землевпорядники відділили землю селянам. Але селяни відмовились підписувати акти на маловрожайні угіддя. З 1885 по 1890 тривала непокора селян.
Керівники селянського страйку змушені були піти в підпілля і звідти керувати боротьбою. Лише з 1890 року жандармам вдалось напасти на слід О. Петрика і А. Табака і відправити їх на заслання. І все ж в дечому поміщик мусив поступитись.

### Походження назв вулиць (до декомунізації)[1]
Вулиця Польова або Осланівка.
В 1786 році село належало польському шляхтичу Томашу Гроховському. Цей шляхтич виміняв із села Осланова кріпаків за дуби і поселив від Дульки так, щоб городи тягнулись до річки Берізки. Вулицю назвали Осланівка. Ця назва вулиці зберігалась до 1906 року. Потім вулицю було перейменовано на Польову.
Вулиця Комсомольська або Причепилівка.
За межами села був хутір Три ліс. Там жили заможні селяни. Їх у 1932 році розкуркулили, господарів вислали на заслання, а сім'ї переселили до села на вулицю Причепилівка.
Вулиця Першотравнева або Першономерська.
В усіх облікових книгах, в книгах перепису населення відлік дворів починався з вулиці Першотравнева. А оскільки перший двір стоїть під номером першим, то й вулицю називають Першономерською (враховуючи, що основні дороги йшли зі сторони Кошаринець через ліс на Матейків, та зі сторони Кацмазова через Трудолюбівку. З іншої сторони основні дороги виходили на Степанки та Мальчівці).

### Станція «Матейкове»[2]
Наприкінці ХІХ століття розпочато будівництво залізниці Жмеринка - Могилів-Подільський. Згідно плану, вона від Могилів-Подільського мала йти через Матейків на Степанки (Першотравневе). Таким чином Бар і Ялтушків залишались далеко від залізниці. Це сполошило підприємців і купців Барщини. Їм довелось вести довготривалі договори. Підсунули деяким особам хабаря, домоглися повороту залізниці в напрямок Бару. Внаслідок цього виникла так звана Барська дуга. А щоб ніхто не здогадався про це, назви залізничних станцій залишили такими, якими були на генеральському плані. Так зупинка біля села Северинівка називається «Матейкове», хоч село Матейків далеко на південь.

### Голодомор
Під час другого голодомору у 1932–1933 роках, проведеного радянською владою, загинуло 22 особи.

### Репресії радянських часів[4]
1932—1939 роки
Репресовано 35 жителів та уродженців Матейкова. З них - 15 розстріляно.

### Події 1940—х[5]
В кінці 1941 року в село Матейків Барського району Вінницької області з Буковини і Бессарабії було етаповано близько 150 євреїв. Гнали пішки понад 200 кілометрів. Кінцевий пункт був Немирів, концтабір Печора. У цьому таборі замучили 162 тисячі людей. Їх ховали в багатьох лісових ровах.
Село було окуповано румунами.
Холодна зима 1941-1942 років призвела до того, що почалася епідемія тифу та інших хвороб, люди пухли і вмирали від голоду.
Поховання здійснювалися навесні і влітку 1942 року щодня по 3-5 чоловік. Їх звозили в спеціально вириті біля лісу ями на території 6 х 8 м.
У січні 1944 року у Вовковинецькому лісі висадився десант М.Р. Соболєва. Цей загін виріс у партизанське з’єднання ім. Щорса, до якого приєднались підпільники Бару та Ялтушкова. Командиром з’єднання був Я.І. Мельник.
20 лютого партизани зайняли села Барського району – Матейків, Трудолюбівку, Павлівку, паралізували залізницю Бар – Могилів-Подільський.

### Розповідь Я.І. Мельника про звільнення села від загарбників
«К утру достигли Слободы Матейковской.  Оказалось, там дислоцируется соединение имени Ленина.  Пришлось перебраться в деревню Матейков.  Преодолев 20 км, достигли села Матейков, что в 13 км севернее райцентра Копайгород.  
Село Матейков большое и очень растянутое.  С запада и юго-запада подступает лес шириной не болей километра.  Как только заняли село, местное население стало сразу же разбирать складированный оккупантами хлеб.  В течение нескольких часов 18000 пудов были разобраны.  в 13.00 противник двумя ротами повел наступление со стороны села Мальчевцы и станции Мыткы.  Одна из рот противника атаковала позиции отряда имени Сталина и была отброшен, потеряв убитыми 12 человек.  Вторая рота противника, наступавшая на позиции отряда имени Хрущева, была окружена полностью уничтожена.  Хрущевцам помог отряд "За Родину".  Противник потерял убитыми 87 человек, из которых 79 на щету отряда "За Родину".  Преследуя отступавшим, Червоный отряд уничтожил ещё 5 немцев.  Всего противник потерял убитыми 104 человека.  
Трофеи: пулеметы — 2, автоматы — 6, винтовки-59, пистолеты-3, гранаты - 44, патроны - 4376, лошади — 8.
Наши потери: убиты-10, ранено-6. 
В 18.00 противник снова попытался наступать, но был обращен в бегство.  Захваченные нами пленные показали: 22.02., в 6.00, 250 немцев и румын выступила из г.Бар.  Сведения о нашем месторасположении они получили от полицаев.  В бою был убит обер-лейтенант комендантской роты.  Об этом рассказала его переводчица, которая с легким ранения бедра попала к нам в плен.  Оказалось, что она дочь профессора Харьковского университета.  Ей оказали медицинскую помощь и отпустили.  Остальных пленных расстреляли».

### Підпільники
В травні 1942 року вчитель Микола Гринник і лейтенант Павло Кривда створили підпільну групу в селі Примощаниці, яка поширювала свою діяльність на села Верхівку, Мартинівку, Киянівку, Митки, Матійків, Трудолюбівку. В с. Примощаниці і Мартинівці були радіоприймачі. Вони закликали населення не коритися окупантам, організовували акти саботажу. 
В червні 1943 року в Матійківському лісі відбулася міжрайонна нарада представників підпільників Барського, Жмеринського і Шаргородського районів для координації дій. Було вирішено готуватися до збройної боротьби, повсюдно збирати зброю, відбивати її у ворога. Першу партію зброї передали групі Кривди підпільники Л. Росочинський та В. Сорочинський, які працювали на Барському зерноскладі. Далі підпільники вчинили напад на румунський прикордонний загін. 11 січня 1944 року німцями були заарештовані учасники групи Гринник і Фельберг, що були розстріляні після важких катувань. Решта учасників приєдналися до Вінницького партизанського з’єднання.

### Марія Загребельна
Народилася і виросла в с. Медвеже-Вушко, після закінчення учительських курсів у Вінниці працювала в Матейкові Барського району. Там застала її війна. Не сиділа Марія склавши руки, разом із друзями створюють підпільну групу, підтримують зв'язок із підпільниками Жмеринки. М.Загребельна взяла на себе обов’язки зв’язкової. Але невдовзі арешт. В ніч з 10 на 11 січня 1944 р. у Жмеринській тюрмі перед розстрілом Марія пише свої останні слова: « І життя молоде, і жити хочеться…».
Джерело Марії Загребельної (колишня назва — Джерело «Комсомолка») — гідрологічна пам'ятка природи місцевого значення. Розташована у с. Матейків Барського району Вінницької області. Оголошена відповідно до рішення Вінницького облвиконкому від 29.08.1984 р. № 371. Охороняється джерело ґрунтової води пов'язане з ім'ям вчительки місцевої школи Марії Загребельної, яка героїчно загинула в роки Другої світової війни.

### Біля Кучманського шляху
Біля сіл Кудіївці та Матейкова (зі сторони так званої Татаркової) проходив Кучма́нський (татарський) шлях — одне з відгалужень Чорного шляху, яким у XVI — першій половині XVIII століття користувалися кримські і ногайські татари для розбійницьких нападів на Поділля і західноукраїнські землі.
Шлях починався від верхів'їв Інгулу (тепер північніше міста Кропивницького Кіровоградської області), перетинав Південний Буг і йшов у західному напрямі на місто Бар. Біля Чорного острова Кучманський шлях з'єднувався з Чорним шляхом.

### Зустріч Калиновського та Лянцкоронського
За наказом Яна Казимира на початку лютого 1651 р., польська армія на чолі з польним гетьманом М. Калиновським розпочала наступ на козацьку Україну, зокрема на Поділля. Воно рухалося з-під Чорнокозинець до Бара. Дане рішення мотивувалося польською стороною як захід, спрямований на ліквідацію загонів повстанців, котрі активно діяли у межах Подільського воєводства.
Початком операції стала зустріч 8 лютого М. Калиновського та кам’янецького каштеляна С. Лянцкоронського у Матейкові, де було узгоджено про подальші спільні дії.
Наступного дня, в неділю, їх об'єднані сили (близько 24 тис. осіб) перейшли в наступ. На ніч вони зупинилися в Станіславчику, але, довідавшись від полоненого козака про перебування Нечая в Красному, вирішили скористатися з вигідного моменту та завдати по Брацлавському полку раптового удару. Опівночі коронна армія вирушила до Красного. Так було порушено Зборівський договір, і розпочався новий етап воєнних дій.

## Свято-Михайлівська церква – єдина дерев’яна барокова церква Барського району.
Свято-Михайлівська церква була збудована в 1766 році за кошти тодішнього власника села. Місцеві переказують, що вона збудована із використанням брусів церкви із сусідньої Слободи-Матейківської. Вона була дерев’яною, з трьома куполами. У 1876 році церкву підняли на нову кам’яну основу, добудували нову частину, купол покрили жерстю. Також зробили внутрішній ремонт: пофарбували церкву зсередини та оздобили позолотою іконостас. У 1878 році на нову основу підняли дерев’яну дзвіницю, що стояла окремо від церкви. 
Церковні угіддя разом із садибою, дорогою, хутором, старим садом та орними землями складали 39 десятин 1967 сажнів землі. У приході було відкрито дві школи. В селі Матейків у 1877 р. відкрито церковно-приходську школу, а в Слободі-Матейківській – школу грамоти в 1889 р. Обидві згодом перевели до окремих приміщень, збудованих на кошти земських зборів (податків) (Матейківська отримала власне приміщення в 1882 році, а Слобідська – в 1884 році).
1875 року, як вказано у ктиторському написі на зовнішній стіні, «церков (була) поднесена і поставлена на подмуровку окрашена, обновлена с пристройками в ній і іконостасом старанієм прихожан і попечительства при свящ. І. Завадоским (Завадовському? — А.В.)».
За радянщини церкву врятували буряки. У 1990 року прогнила центральна баня завалилася і селяни були змушені нашвидкоруч перекривати свою святиню без відновлення верху.
Попри такі випробування, в церкві зберігся чудовий бароково-рококошний іконостас та ківот з чудовими подільськими іконами XVIII століття.

### Незалежна Україна
12 червня 2020 року, відповідно до Розпорядження Кабінету Міністрів України № 707-р «Про визначення адміністративних центрів та затвердження територій територіальних громад Вінницької області», увійшло до складу Барської міської громади.
19 липня 2020 року, в результаті адміністративно-територіальної реформи та ліквідації Барського району, село увійшло до складу Жмеринського району.

## Освіта
Згідно архівних даних у с. Матейків у 1877 році засновано церковно-приходську школу, де діти навчалися з 1 по 4 класи. Її приміщення зараз знаходиться біля церкви. У Трудолюбівці у 1889 році відкрито «школу грамоти». У 1911 р. громада села викупила у місцевого пана будинок для того, щоб їхні діти могли навчатися у старших класах. Це приміщення служило громаді до 1978 року.
Сучасне приміщення Матійківської школи побудоване у 1979 році за державні кошти з ініціативи і при сприянні тодішнього голови колгоспу Яровенка В.С..

## Павлівка
Це село, що входить до Матейківської сільської ради. Павло Севастьянов (Кіт) заснував на Павлівці колгосп. Люди переїхали з Носковець, він видав їм городи і вони почали будуватися. Так утворилась Павлівка від Імені Павла Севастьянова. Першими колгоспниками у с. Матейків були: Гаврило Вовк, Григорій Паламар, Йосип Люлько, Захар Пустовіт.

## Верешки та Слобода
В 1946 р. зафіксовано хутір Верешки Слободо-Матейківської сільради [Українська РСР. Адміністративно-територіальний поділ на 1.09.1946 р. – К.: 1947 р., с. 10].
Перейменування: стара назва Верешки, нова назва Мурашка [Українська РСР. Адміністративно-територіальний устрій на 1 січня 1967 р. – К.: Політвидав, 1969 р.].
Перейменування 1967 р: стара назва Слобода-Матейківська, нова назва Трудолюбівка [Українська РСР. Адміністративно-територіальний устрій на 1 січня 1967 р.

## Визначні особистості
Лозінський Олександр Миколайович — український військовик, учасник російсько-української війни

## Пам'ятки

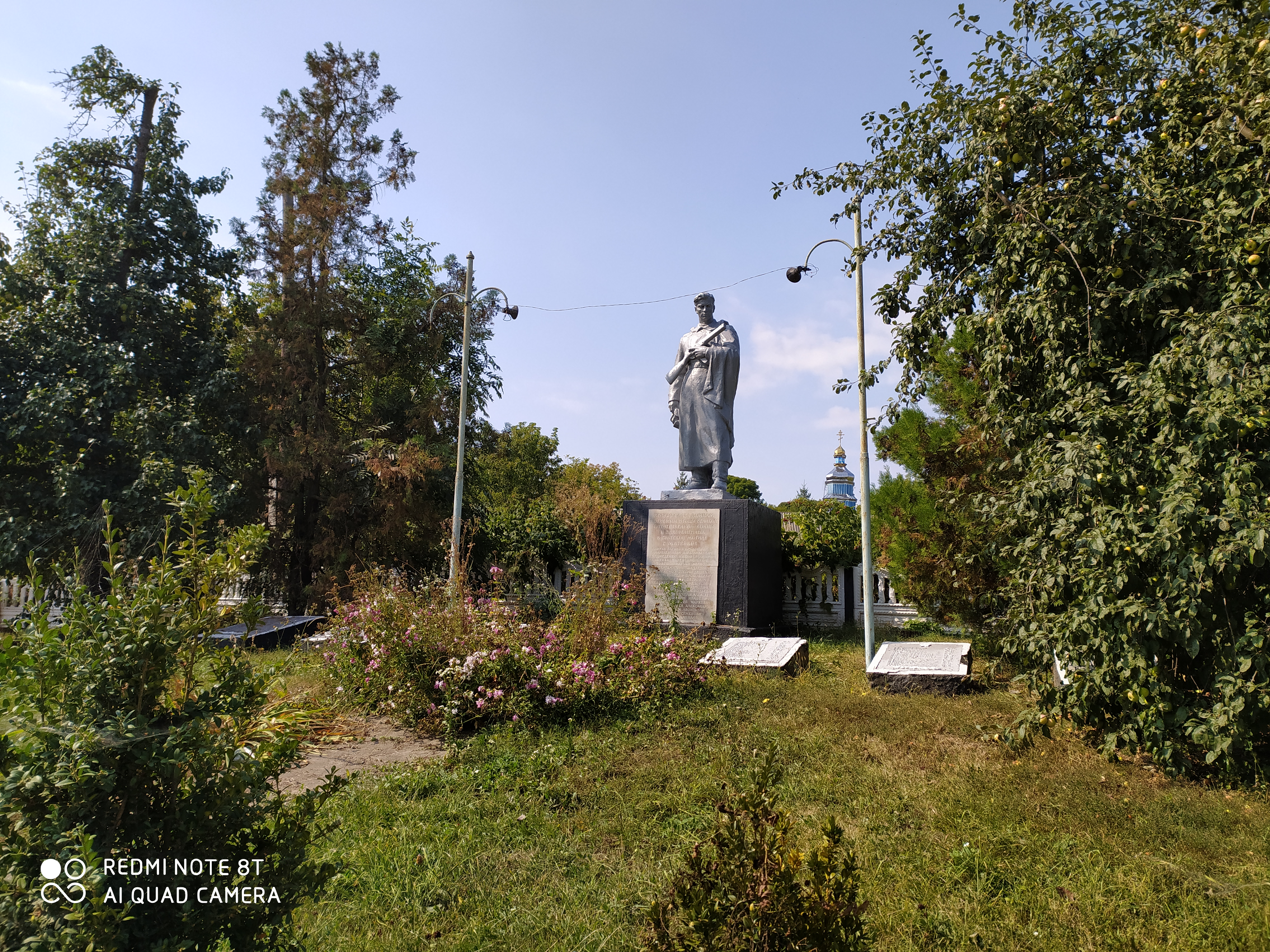
Братська могила 26 радянських воїнів, загиблих при звільненні села Матейків та навколишніх сіл

- Заповідні модрини — лісовий заказник місцевого значення;
- Джерело Марії Загребельної — гідрологічна пам'ятка природи місцевого значення; Джерело Марії Загребельної (колишня назва — Джерело «Комсомолка») — гідрологічна пам'ятка природи місцевого значення. Розташована у с. Матейків Барського району Вінницької області. Оголошена відповідно до рішення Вінницького облвиконкому від 29.08.1984 р. № 371. Охороняється джерело ґрунтової води пов'язане з ім'ям вчительки місцевої школи Марії Загребельної, яка героїчно загинула в роки Другої світової війни.
- Братська могила 26 радянських воїнів, загиблих при звільненні села Матейків та навколишніх сіл[9], 1953. Пам'ятка розташована біля сільради;
- Братські могили жертв фашизму[10], 1997. Пам'ятка розташована під лісом.